# Seznam teles v Osončju

## Razvrstitev po oddaljenosti od Sonca
Sonce
- Merkur
- Venera
- Zemlja
  - Luna
- Mars
  - Fobos
  - Deimos
- asteroidi (seznam)
  - 1 Ceres
  - 2 Palas
  - 4 Vesta
  - 253 Matilda
- Jupiter
  - Metis
  - Adrasteja
  - Amalteja
  - Tebe
  - Io
  - Evropa
  - Ganimed
  - Kalisto
- Saturn
  - Pandora
  - Prometej
  - Janus
  - Epimetej
  - Mimas
  - Enkelad
  - Diona
  - Tetis
  - Rea
  - Titan
  - Hiperion
  - Japet
  - Feba
- Uran
  - Miranda
  - Ariel
  - Umbriel
  - Titanija
  - Oberon
- Neptun
  - Triton
  - Nereida
- Pluton
  - Haron
  - Niks
  - Hidra
- Erida
  - Disnomija